# Вигострене лезо (фільм)
Вигострене лезо (англ. Sling Blade) — американський фільм 1996 року, події якого розгортаються в маленькому містечку штату Арканзас.
Фільм був пристосований до сценарію короткометражного фільму Деякі люди називають це «Вигострене лезо». Після виходу на екрани фільм абсолютно неочікувано зробив свого творця справжньою зіркою. Біллі Боб Торнтон отримав нагороду Американської кіноакадемії «Оскар» за найкращий сценарій, а також був номінований на найкращу чоловічу роль.

## Сюжет
У фільмі розповідається про самотнього чоловіка з розумовою відсталістю на ім'я Карл Чілдерс, якого випустили із психіатричної лікарні, де він перебував з 12 років за вбивство своєї матері та її коханця. Карл знайомиться з маленьким хлопчиком, що згодом стає його другом. Біллі Боб Торнтон зіграв головну роль у стрічці, а також був її режисером і сценаристом.

## У фільмі знімались
- Біллі Боб Торнтон - Карл Чідлерс
- Двайт Йокам - Дойл Гарґрейвз
- Джей Ті Волш - Чарльз Бушман
- Джон Ріттер -  Вон Каннінгем
- Лукас Блек -  Френк Вітлі
- Наталі Кенердей - Лінда Вітлі
- Брюс Гемптон - Моріс
- Джеймс Гемптон - Джеймс
- Вік Честанн - Теренс
- Роберт Дюваль - батько Карла

## Нагороди та номінації
Фільм отримав численні нагороди, починаючи з Оскара за найкращий сценарій та багатьох відзнак за кращого актора, за кращого молодого актора, за операторську роботу та інші.